# Podelniki
Podelniki (russisk: Подельники) er en russisk spillefilm fra 2022 af Jevgenij Grigorjev.

## Medvirkende
- Jaroslav Mogilnikov som Ilja
- Jura Borisov som Pjotr
- Jelizaveta Jankovskaja som Nastja
- Pavel Derevjanko som Vitja
- Konstantin Balakirev som Sasja
- Marina Manytj som Katja
- Jakov Sjamsjin som Oleg